# Schlacht von Cassel (1328)
Die Schlacht von Cassel wurde am 23. August 1328 zwischen König Philipp VI. von Frankreich und den aufständischen Flamen unter der Führung Nicolaas Zannekins ausgetragen. Das Schlachtfeld lag in der Nähe der Stadt Cassel, 30 Kilometer südlich von Dünkirchen im heutigen französischen Département Nord. Das Ergebnis der Schlacht war ein entscheidender Sieg des Königs, der die Grafschaft Flandern unter französische Kontrolle brachte.

## Feldzug und Schlacht
Die Franzosen versuchten, die flämischen Truppen dadurch zu schwächen, dass sie nach einem Vormarsch entlang des Flusses Leie die Städte Lille und Tournai bedrohten und den Gegner dazu zwangen, sie zu verteidigen.
Die französische Armee machte in der Nähe der Abtei von Waasten Halt. Die 15000 Mann starke flämische Armee stand etwa vier Kilometer entfernt auf einem Hügel bei Cassel. Drei Tage lang konnte die Entscheidung nicht herbeigeführt werden, da es den Franzosen nicht gelang, die Flamen aus ihrer strategisch vorteilhaften Position auf dem Hügel zu vertreiben. Am 23. August setzten die Franzosen einige Dörfer in der Umgebung in Brand, um den Gegner herunter zu locken.
Als die Flamen sich nicht rührten, zogen sich die Franzosen in ihr Feldlager zurück, um Schutz vor der großen Sommerhitze zu finden. Zannekin suchte den Überraschungsangriff und attackierte nun mit zwei Divisionen das französische Feldlager, hielt eine dritte Division in Reserve. Von den angreifenden flämischen Einheiten erzielte nur die von Zannekin geführte einen gewissen Erfolg, der Angriff der anderen wurde gestoppt und danach sogar im Rücken von französischen Soldaten angegriffen, die von ihrer Brandstiftung zurückkehrten. Als die Franzosen die Überraschung überwunden hatten, wurde ihr Gegenangriff ein voller Erfolg. Rund 3200 Flamen fielen, darunter auch Zannekin.